# Orientierungslauf-Juniorenweltmeisterschaften 1991
Die 2. Orientierungslauf-Juniorenweltmeisterschaften fanden vom 7. bis 13. Juli 1991 in der Gegend in und um Berlin in Deutschland statt.

## Junioren

### Kurzdistanz
| Platz | Land | Athlet          | Zeit      |
| ----- | ---- | --------------- | --------- |
| 1     | POL  | Janusz Porzycz  | 27:13 min |
| 2     | FIN  | Mikko Lepo      | 27:37 min |
| 3     | SWE  | Stefan Sandahl  | 27:45 min |
| 4     | SWE  | Magnus Palmberg | 28:17 min |
| 5     | DEN  | Chris Terkelsen | 28:30 min |
| 6     | SWE  | Pontus Halldin  | 28:31 min |
| 7     | FRA  | Stephane Matton | 28:38 min |
| 8     | NOR  | Pal Skogedal    | 28:46 min |

Kurzdistanz:

Ort: Schäferberg

Länge: 6,02 km

Steigung: 50 m

Posten: 14

### Langdistanz
| Platz | Land | Athlet             | Zeit      |
| ----- | ---- | ------------------ | --------- |
| 1     | URS  | Ivars Zakars       | 1:10:37 h |
| 2     | TCH  | Tomas Dolezal      | 1:12:27 h |
| 3     | FIN  | Mikko Leppo        | 1:12:32 h |
| 4     | FIN  | Jouni Kahelin      | 1:13:55 h |
| 5     | SWE  | Martin Jönsson     | 1:14:22 h |
| 6     | TCH  | Libor Zridkavesely | 1:14:38 h |
| 7     | NOR  | Øyvind Stokseth    | 1:14:45 h |
| 8     | URS  | Janis Ozolins      | 1:14:56 h |

Langdistanz:

Ort: Apollo

Länge: 13,3 km

Steigung: 180 m

Posten: 28

### Staffel
| Platz | Land | Athleten                                          | Zeit      |
| ----- | ---- | ------------------------------------------------- | --------- |
| 1     | SWE  | Fredrik Löwegren Magnus Palmberg Andreas Nilsson  | 3:18:35 h |
| 2     | URS  | Girts Vegeris Janis Ozolins Ivars Zagars          | 3:19:45 h |
| 3     | TCH  | Ales Drahonowski Tomas Dolezal Libor Zridkavesely | 3:21:21 h |
| 4     | FIN  | Jussi Aumo Jouni Kahelin Mikko Lepo               | 3:21:38 h |
| 5     | NOR  | Harald Bakke Pal Skogedal Øyvind Stokseth         | 3:25:44 h |
| 6     | GER  | Falk Hähnel Alwin Gieselmann Rolf Breckle         | 3:26:56 h |

Staffel:

Ort: Konradshöhe

21 Staffeln nahmen am Wettbewerb teil.

## Juniorinnen

### Kurzdistanz
| Platz | Land | Athletin          | Zeit      |
| ----- | ---- | ----------------- | --------- |
| 1     | GER  | Kristin Liebich   | 23:49 min |
| 2     | FIN  | Johanna Tiira     | 24:49 min |
| 3     | SWE  | Karolina Arewång  | 24:55 min |
| 4     | SWE  | Lena Hasselström  | 25:08 min |
| 5     | SWE  | Maria Sandström   | 25:56 min |
| 5     | TCH  | Marcela Kubatkova | 25:56 min |
| 7     | FIN  | Terhi Holster     | 25:42 min |
| 8     | GER  | Anke Xylander     | 25:44 min |

Kurzdistanz:

Ort: Schäferberg

Länge: 4,43 km

Steigung: 40 m

Posten: 11

### Langdistanz
| Platz | Land | Athletin          | Zeit      |
| ----- | ---- | ----------------- | --------- |
| 1     | FIN  | Mari Lukkarinen   | 1:02:18 h |
| 2     | TCH  | Marcela Kubatkova | 1:03:16 h |
| 3     | SWE  | Katarina Allberg  | 1:04:01 h |
| 4     | FIN  | Sanna Turakainen  | 1:04:50 h |
| 5     | FIN  | Johanna Tiira     | 1:05:14 h |
| 6     | FRA  | Juliette Soulard  | 1:05:32 h |
| 7     | SWE  | Karin Hellman     | 1:05:36 h |
| 8     | SWE  | Britta Backlund   | 1:05:37 h |

Langdistanz:

Ort: Apollo

Länge: 9,0 km

Steigung: 120 m

Posten: 21

### Staffel
| Platz | Land | Athletinnen                                      | Zeit      |
| ----- | ---- | ------------------------------------------------ | --------- |
| 1     | FIN  | Johanna Tiira Sanna Turakainen Mari Lukkarinen   | 2:39:16 h |
| 2     | GER  | Katrin Renger Kristin Liebich Anke Xylander      | 2:45:33 h |
| 3     | NOR  | Hanne Staff Miri Jørgensen Berit Sofie Grydeland | 2:45:51 h |
| 4     | SWE  | Lena Hasselström Maria Sandström Britta Backlund | 2:47:46 h |
| 5     | URS  | Elana Markowkina Julia Zalnina Vivi-Anne Soots   | 2:51:42 h |
| 6     | HUN  | Bernadett Kovacs Katalin Nagyagi Emőke Paál      | 2:51:47 h |

Staffel:

Ort: Konradshöhe
16 Staffeln nahmen am Wettbewerb teil.

## Medaillenspiegel
| Platz | Land             | Gold | Silber | Bronze | Gesamt |
| ----- | ---------------- | ---- | ------ | ------ | ------ |
| 1     | Finnland         | 2    | 2      | 1      | 5      |
| 2     | Deutschland      | 1    | 1      | –      | 2      |
| 2     | Sowjetunion      | 1    | 1      | –      | 2      |
| 4     | Schweden         | 1    | –      | 3      | 4      |
| 5     | Polen            | 1    | –      | –      | 1      |
| 6     | Tschechoslowakei | –    | 2      | 1      | 3      |
| 7     | Norwegen         | –    | –      | 1      | 1      |